# Timea Bacsinszky
Timea Bacsinszky, född den 8 juni 1989 i Lausanne, är en schweizisk tennisspelare.
Hon tog OS-silver i damdubbel i samband med de olympiska tennisturneringarna 2016 i Rio de Janeiro..